# Strength (古内東子のアルバム)
『Strength』（ストレングス）は、古内東子4枚目のアルバム。1995年9月21日にソニー・レコードからリリース（SRCL-3306）。

## 解説
初の海外（ニューヨーク）におけるレコーディング作品。マイケル・コリーナがプロデュース、その人脈でブレッカー・ブラザーズのランディ・ブレッカー、マイケル・ブレッカーをはじめ、デヴィッド・サンボーン、ボブ・ジェームスといったジャズ・フュージョン界の豪華ミュージシャンが参加。
「歌詞の意味を英語でレコーディング・ミュージシャンに伝えることにより自身の歌詞の意味をより深く理解することができた」と古内は語っている。

## 収録曲
- 作詞・作曲・ボーカル・コーラスアレンジ：古内東子
- 編曲:Michael Colina

1. 朝
2. Strength
3. あえない夜
4. 今の二人が好き
5. Promise
6. できるだけ
「Strength」のカップリング曲。
7. 秘密
8. 歩き続けよう（Album Version）
9. 幸せの形（Album Version）
「歩き続けよう」のカップリング曲。
10. 雨の水曜日

## 参加ミュージシャン
- Drums:Steve Ferrone（3,8）、Omar Hakim（6,9）、Steve Jordan（2,4,7）
- Drum Programing:Max Risenhoover（1,5）、Michael Colina（5）
- Bass:Will Lee（3,6,8,9）、James Genus（2,4,7,10）
- Bass Programing:Max Risenhoover（1,5）、Michael Colina（1,5）
- Bass Samples:Marcus Miller
- E.Guitar:Nick Moroch（3,6,7,8）、David Spinozza（2,4）、Chuck Loeb（9）、Gil Parris（5）
- A.Guitar:Nick Moroch（1,5）
- Piano:Bob James（3,6）
- Percussions:Carol Steele（2,3,4,7）
- Background Vocal:Porter Carroll JR（1）
- Trumpet:Anthony Kadleck（2,7）
- Trombone:Michael Davis（2,7）
- T.Saxophone:Andy Snitzer（2,7）
- Strings Concert Master:Nancy McAlhany
- Strings Coordinater:Jill Jaffe
- T.Saxophone Solo:Michael Brecker（1）
- Trumpet Solo:Randy Brecker（7）
- A.Saxophone Solo:David Sanborn（10）
- Keyboards:Michael Colina（1,2,4,5,7,8,9,10）
- Keyboard Programing:Michael Colina（2,3,4,6,7,8,9,10）